# Конструкторско-технологический филиал Института гидродинамики имени М. А. Лаврентьева СО РАН
Конструкторско-технологический филиал Института гидродинамики имени М. А. Лаврентьева СО РАН (КТФ ИГиЛ СО РАН) — институт Сибирского отделения Российской академии наук, созданный в 1964 году. Расположен на территории Академгородка в Советском районе Новосибирска. Филиал Институт гидродинамики имени М. А. Лаврентьева.

## История
Специальное конструкторское бюро гидроимпульсной техники было создано в 1964 году как предприятие в составе Управления машиностроительной и металлургической промышленности Западно-Сибирского совнархоза.
В 1965 году СКБ переходит под управление СО АН СССР как хозрасчётная организация.
В 1991 году на базе конструкторского бюро был организован Конструкторско-технологический институт гидроимпульсной техники, который до 2001 года входил в Объединённый институт гидродинамики.

## Деятельность
Главные научные направления института: механика деформируемого твёрдого тела, механика газа и жидкости, механика и физика высокоэнергетических процессов.
Институт занимается разработкой аэродинамических труб нового поколения.
КТИ ГИТ создал технологии и оборудование для регенерации ядерного топлива.
В институте разрабатываются технологии и оборудование для обработки материала с помощью взрыва, аппаратура для объёмной штамповки материалов, здесь созданы породоразрушающие молоты с высокими энергиями удара.

## Сотрудники
В начале 2002 года в КТИ ГИТ трудились 200 человек, в их числе 5 кандидатов наук.
Значительный вклад в развитие института внесли доктор физ-мат. наук А. А. Дерибас, являющийся лауреатом Ленинской премии и премии Совета Министров СССР, академики М. А. Лаврентьев и Б. В. Войцеховский (главный конструктор и руководитель СКБ в 1964—1973 годах), доктор техн. наук Г. С. Мигиренко, канд. техн. наук В. И. Пинаков (директор с 1992 года).